# Megatoma falsa
Megatoma falsa là một loài bọ cánh cứng trong họ Dermestidae. Loài này được Horn miêu tả khoa học năm 1875.